# بی‌بی‌سی اسکس
بی‌بی‌سی اسکس (انگلیسی: BBC Essex)یک رادیو محلی انگلیسی متعلق به بی‌بی‌سی است که تمام شهرستان‌های انگلستان را پوشش می دهد ایستگاه های  اصلی این سرویس در جاده چلمزفورد ساوت بنفلیت و گریت برکستد است.